# Келлі Фріз

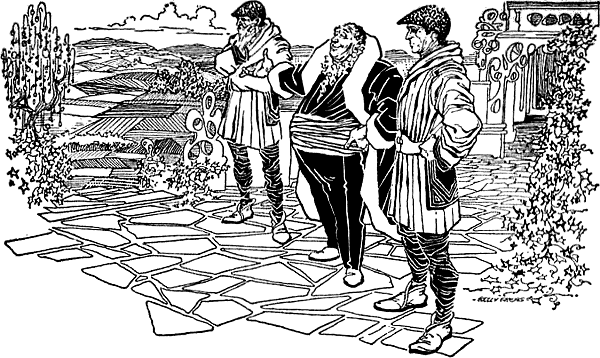
Мистецтво Фреаса для «Дискваліфікований» Чарльза Л. Фонтенея, журнал If, вересень 1954 року.

Френк Келлі Фріз (англ. Kelly Freas; 27 серпня 1922 — 2 січня 2005) — американський художник наукової фантастики та фентезі, кар'єра якого охоплювала понад 50 років. Він був знаний як «Декан художників наукової фантастики». Фріз був другим художником, якого ввели до Зали слави наукової фантастики.

## Дитинство, освіта та особисте життя
Народився в Горнеллі, штат Нью-Йорк, Фріз був сином двох фотографів і виріс у Канаді. Він здобув освіту в середній школі Лафайєт у Буффало, де він навчався у давнього викладача мистецтва Елізабет Вейфенбах. Відразу після закінчення середньої школи (Крістал-Біч, Онтаріо, Канада) Френк вступив до військово-повітряних сил США. Він літав оператором для розвідки в південній частині Тихого океану та малював носи бомбардувальників під час Другої світової війни. Потім він деякий час працював у Curtiss-Wright, потім пішов вчитися в Мистецькому інституті Піттсбурга та почав працювати в рекламі. Його перший шлюб був у 1948 році з Ніною Ваккаро, хоча пізніше вони розлучилися. Згодом, у 1952 році, він одружився з Поліною (Поллі) Буссард; у них було двоє дітей, Жакі та Джеррі. Поллі померла від раку в січні 1987 року. 1988 року він одружився з докторі Лорі Бродіан.

## Кар'єра
Наприкінці 1940-х років Фріз почав свою роботу як комерційний художник, переважно для телебачення. Його метою було стати художником-фантастом.

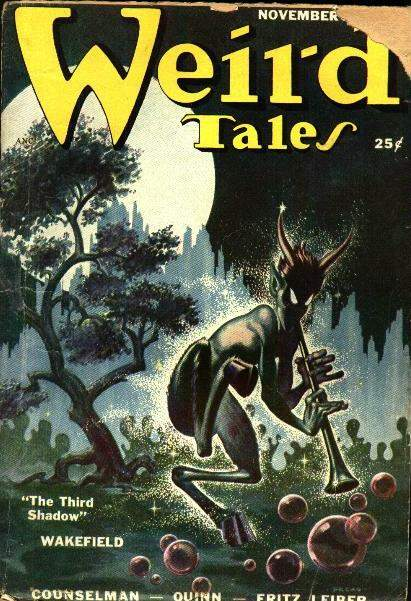
The Piper, що ілюструє «Третю тінь» Вейкфілда для Weird Tales, був першою обкладинкою журналу Фріза, листопад 1950 року.

Фентезі-журнал Weird Tales опублікував першу обкладинку Фріза у випуску за листопад 1950 року: The Piper з ілюстрацією «Третьої тіні» Рассела Вейкфілда. Його друга обкладинка була через рік у тому ж журналі, а згодом вийшло кілька обкладинок Planet Stories або Weird Tales та внутрішні ілюстрації для трьох книг Gnome Press у 1952 році. Починаючи свою кар'єру ілюстратора, він продовжував розробляти унікальні та творчі концепції для інших журналів фентезі та наукової фантастики того періоду. У сфері, де аерографія є загальноприйнятою практикою, картини Фріза відрізняються використанням сміливих мазків пензля, а вивчення його робіт виявляє його експерименти з широкою різноманітністю інструментів і технік.
Протягом наступних п'яти десятиліть він створив обкладинки для сотень книг і журналів (і багато іншого інтер'єрного мистецтва), зокрема Astounding Science Fiction, як до, так і після зміни назви на Analog, з 1953 по 2003 рік. У лютому 1957 року він почав роботу в журналі Mad, а до липня 1958 року став новим художником обкладинки журналу; до жовтня 1962 року він намалював більшість його обкладинок (із зображенням культового персонажа Альфреда Ноймана). Він також створив ілюстрації для обкладинок для DAW, Signet, Ballantine Books, Avon, усіх 58 Laser Books (які зараз є колекційними предметами) і понад 90 обкладинок лише для книг Ace. Він був редактором і художником для перших десяти книг Starblaze. Він проілюстрував обкладинку Джин Шеферд, Яна Баллантайна та літературної містифікації Теодора Стерджена «Я, розпусник» (Ballantine Books, 1956). Того ж року він намалював ілюстрації до мультфільму Бернарда Шир-Кліффа «Дикий читач».
Фріз також малював знаки відмінності та плакати для Скайлаб; дівчата-зірки на бомбардувальниках у ВПС США; обкладинки коміксів; обкладинки світових книг GURPS Lensman і Planet Krishna; і понад 500 портретів святих для францисканців, виконаних одночасно з його портретами Альфреда Е. Ноймана для Mad. Він дуже активно займався іграми та медичною ілюстрацією. Його обкладинка альбому Queen News of the World (1977) була фрагментом його ілюстрації обкладинки Тома Ґодвіна «The Gulf Between» у жовтні 1953 року для журналу Astounding Science Fiction.
Фріз опублікував кілька збірок своїх кольорових і чорно-білих робіт у томах «Френк Келлі Фріз: Мистецтво наукової фантастики» та «Френк Келлі Фріз: як це бачать інші», а також у збірці його чорно-білих творів у спіральному палітурі. — білі ілюстрації з Astounding Science Fiction. Він також часто давав художні презентації, а його роботи з'являлися на численних виставках. Він був одним із кількох інавгураційних лауреатів премії Г'юго за найкращого художника в 1955 році та був лауреатом під різними іменами наступних трьох, які присуджували у 1956, 1958 та 1959 роках. Маючи ще шість нагород Г'юго (1970 і 1972–76), він став першою людиною, яка отримала десять нагород Г'юго (його номінували 20 разів). Жоден інший митець наукової фантастики не зрівнявся з його рекордом і продуктивністю.
Фріас двічі був почесним гостем на Всесвітнього науково-фантастичного конвенту, на Chicon IV у 1982 році та на Torcon 3 у 2003 році, хоча незадовго до останнього з'їзду він впав і не зміг взяти участь.
Він помер у Вест-Гіллс, штат Каліфорнія, і похований на кладовищі Оквуд Меморіал Парк у Чатсворті.

## Нагороди

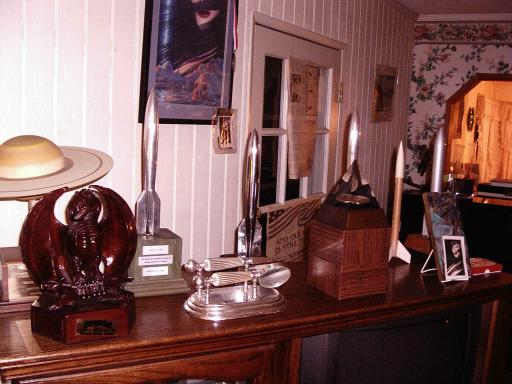
Деякі з нагород Келлі Фріза (2004)

Серед досягнень Фріаса — доктор мистецтвознавства, Інститут мистецтва Піттсбурга, грудень 2003 року Зал слави наукової фантастики включив його у 2006 році, став другим художником після Чеслі Боунстела.
- Премія «Г'юго» (11): премія «Г'юго» за найкращого художника 1955–56, 1958–59, 1970, 1972–76; п'ятдесятирічна ретроспектива Гюго, 2001 (за роботу 1950)[15]
- Локус (4), 1972–75, найкращий художник
- Премія Френка Р. Пола, 1977
- Inkpot Award, 1979[18]
- Меморіальна премія Едварда Е. Сміта за образну фантастику (Жайворонок), 1981[15]
- Премія імені Рова, 1981
- Премія Ленсмана, 1982
- Премія Фенікс, 1982
- Премія Товариства наукової фантастики Лос-Анджелеса за заслуги, 1983
- Премія Neographics, 1985
- Премія «Дедал» за життєві досягнення, 1987
- Премія «Почесний викладач мистецтва», 1988
- Кращий професіонал, медіа, Міжнародна виставка фентезі, 1989
- Chesley Awards (3): 1990 з Лаурою Фріз, найкраща ілюстрація обкладинки 1989 року; 1994 р., художнє досягнення; 2001, художнє досягнення[15]
- Численні нагороди науково-фантастичного мистецького шоу
- Національна зала слави Національної асоціації торгово-технічних шкіл, 1991 рік
- AnLab (Аналог) Опитування читачів, найкраща обкладинка, 1992 та 2001[15]

## Нотатки
1. 1 2  Після включення 36 письменників і редакторів фентезі та наукової фантастики з 1996 по 2004 рік, Зал слави наукової фантастики та фентезі відмовився від категорії "фентезі" і дозволив приймати до неї нелітературних авторів. Чеслі Бонестелл відкрив категорію "Мистецтво" у 2005 році.
2. ↑  У програмі WorldCon 1957 року не було жодної нагороди за мистецтво. Таким чином, у 1955-56 та 1958-59 роках Фріз отримав перші чотири об'єднані нагороди "Г'юго" за ілюстрацію, оскільки термінологія змінилася з "Художник", "Видатний художник" на "Професійний художник". Єдині попередні нагороди за досягнення на Всесвітніх конвенціях наукової фантастики визнавали ілюстрацію інтер'єру та обкладинки окремо у 1953 році.[15]

## Подальше читання
- Freas, Frank Kelly. Frank Kelly Freas: The Art of Science Fiction. Norfolk, Virginia: Donning, 1977.
- Freas, Frank Kelly. «A Separate Star»
- Freas, Frank Kelly. «As He Sees It»